# ترنارد
ترناارد (به هلندی: Ternaard) یک منطقهٔ مسکونی در هلند است که در دونگرادیل واقع شده‌است. ترناارد ۱٬۳۸۰ نفر جمعیت دارد.